# فرودگاه منطقه‌ای اش‌لند
فرودگاه منطقه‌ای اش‌لند (به انگلیسی: Ashland Regional Airport) یک فرودگاه است که یک باند فرود آسفالت دارد و طول باند آن ۱۷۰۷ متر است. این فرودگاه در کشور ایالات متحده آمریکا قرار دارد و در ارتفاع ۵۴۶ متری از سطح دریا واقع شده‌است.